# Комбриг
Комбриг (съкратено от командир на бригада) е висше (генералско) военно звание в СССР от 1935 до 1940 г.
Бригадният командир (комбригът) е най-ниското генералско звание в Червената армия. Приравнено към днешните военни звания, „комбриг“ съответства на бригаден генерал – над полковник и под генерал-майор.
На петлиците е изобразен 1 ромб.
След 1940 година, когато в Червената армия се въвеждат генералски звания, повечето офицери със звание комбриг са понижени до полковник, а някои са повишени до генерал-майор.
В онзи период генералските звания са били:
- комбриг (командир на бригада) – петлица с 1 ромб
- комдив (командир на дивизия) – петлица с 2 ромба
- комкор (командир на корпус) – петлица с 3 ромба
- командарм (командващ армия II и I ранг) – петлица с 4 ромба